# Edmund Breese
Edmund Breese est un acteur américain né le 18 juin 1871 à New York (États-Unis), et mort dans cette ville le 6 avril 1936.

## Filmographie

### Comme acteur

#### Années 1910
- 1914 : The Master Mind d'Oscar Apfel : Richard Allen
- 1914 : The Walls of Jericho de Lloyd B. Carleton et James K. Hackett : Jack Frobisher
- 1915 : The Shooting of Dan McGrew (en) de Herbert Blaché : Jim Maxwell
- 1915 : The Song of the Wage Slave de Herbert Blaché et Alice Guy : Ned Lane
- 1916 : The Lure of Heart's Desire (en) de Francis J. Grandon : Jim Carew
- 1916 : The Spell of the Yukon (The Spell of the Yukon) de Burton L. King : Jim Carson
- 1916 : The Weakness of Strength d'Harry Revier : Daniel Gaynor
- 1919 : An Honorable Cad de George Terwilliger
- 1919 : Someone Must Pay d'Ivan Abramson

#### Années 1920
- 1920 : His Temporary Wife de Joseph Levering : Juge Laton
- 1920 : Chains of Evidence de Dallas M. Fitzgerald : Juge Frank Sturgis
- 1920 : A Common Level de Burton King : Matthew Ryan
- 1921 : Burn 'Em Up Barnes de George André Beranger et Johnny Hines : King Cole
- 1922 : Beyond the Rainbow de Christy Cabanne : Insp. Richardson
- 1922 : Sure-Fire Flint de Dell Henderson : Johnny Jetts
- 1922 : The Curse of Drink de Harry O. Hoyt : John Rand
- 1923 : You Are Guilty d'Edgar Lewis : Juge Elkins
- 1923 : Jacqueline, or Blazing Barriers (it) de Dell Henderson : Edmund MacDonald
- 1923 : Luck : Alan Crosby
- 1923 : Little Red School House de John G. Adolfi : Brent
- 1923 : Bright Lights of Broadway de Webster Campbell : Reverend Graham Drake
- 1923 : Marriage Morals de William Nigh : Père de Harry
- 1923 : The Fair Cheat de Burton King : Morgan Van Dam
- 1923 : Three O'Clock in the Morning de Kenneth Webb : Mr. Winthrop
- 1924 : Restless Wives de Gregory La Cava : Hobart Richards
- 1924 : Damaged Hearts de T. Hayes Hunter : L'aubergiste
- 1924 : L'espoir qui renaît (The Sixth Commandment) de Christy Cabanne : Col. Saunders
- 1924 : Le fantôme de la vitesse (The Speed Spook) de Charles Hines : Chuck
- 1924 : Those Who Judge de Burton King : Henry Dawson
- 1924 : Playthings of Desire de Burton L. King : Gov. Cabbot
- 1925 : Le Merle blanc (The Early Bird) de Charles Hines : Le Grand La Tour
- 1925 : Wildfire (en) de T. Hayes Hunter : Sen. Woodhurst
- 1925 : The Police Patrol de Burton L. King : Tony Rocco
- 1925 : La glissade infernale (The Live Wire) de Charles Hines : Sawdust Sam
- 1925 : Womanhandled de Gregory La Cava : Oncle Les
- 1926 : The Highbinders de George W. Terwilliger : Mike Harrigan
- 1926 : The Brown Derby (en) de Charles Hines : John J. Caldwell
- 1926 : Stepping Along de Charles Hines : Prince Ferdinand Darowitsky
- 1927 : Paradise for Two de Gregory La Cava : Oncle Howard
- 1927 : Back to Liberty de Bernard McEveety : Tom Devon / Reginald Briand
- 1927 : Home Made de Charles Hines : Mr. Tilford
- 1928 : Suzy soldat (Finders Keepers) de Wesley Ruggles et Otis B. Thayer : Col. Hastings
- 1928 : Burning Daylight de Charles Brabin : John Dossett
- 1928 : Le Crime de monsieur Benson (Perfect Crime) de Bert Glennon : Wilmot
- 1928 : The Wright Idea de Charles Hines : Mr. Filbert
- 1928 : The Haunted House (en) de Benjamin Christensen : Oncle Herbert
- 1928 : En cour d'assises (On Trial) de Archie Mayo : Juge
- 1928 : Conquest de Roy Del Ruth : William Holden
- 1929 : Fancy Baggage de John G. Adolfi : John Hardin
- 1929 : Folle jeunesse (Girls Gone Wild) de Lewis Seiler : Juge Elliott
- 1929 : Sonny Boy d'Archie Mayo : Thorpe
- 1929 : From Headquarters (en) d'Howard Bretherton : petit rôle
- 1929 : The Gamblers de Michael Curtiz : petit rôle
- 1929 : Le bateau des rêves (Port of Dreams) de Wesley Ruggles : Jim Keefe
- 1929 : The Hottentot de Roy Del Ruth :Ollie
- 1929 : In the Headlines de John G. Adolfi : Eddy

#### Années 1930
- 1930 : Hold Everything, de Roy Del Ruth : Pop O'Keefe
- 1930 : À l'Ouest, rien de nouveau (All Quiet on the Western Front), de Lewis Milestone : Herr Meyer
- 1930 : The Czar of Broadway, de William James Craft : McNab
- 1930 : Rough Waters (en) de Jean Daumery : Capitaine Thomas
- 1930 : Le Démon de la mer (The Sea Bat) de Lionel Barrymore et Wesley Ruggles : Maddocks
- 1930 : Top Speed (Top Speed) de Mervyn LeRoy : Spencer Colgate
- 1930 : Bright Lights (en) Michael Curtiz : Mr. Franklin Harris
- 1930 : The Playboy of Paris (en) de Ludwig Berger : Général
- 1930 : Kismet, de John Francis Dillon : Jawan
- 1930 : Tol'able David de John G. Blystone : Hunter Kinemon
- 1930 : Playthings of Hollywood
- 1931 : Le Désert rouge (The Painted Desert), de Howard Higgin : Juge Matthews
- 1931 : The Last Parade d'Erle C. Kenton : City Editor
- 1931 : Millie de John Francis Dillon : Bob O'Fallon (defense attorney)
- 1931 : The She-Wolf de James Flood : William Remington
- 1931 : Young Sinners de John G. Blystone : Trent
- 1931 : The Good Bad Girl de R. William Neill : Mr. Henderson
- 1931 : Defenders of the Law de Joseph Levering : Capt. Bill Houston
- 1931 : The Public Defender de J. Walter Ruben : Frank Wells
- 1931 : Oh! Oh! Cleopatra de Joseph Santley
- 1931 : Wicked (en) d'Allan Dwan
- 1931 : Torchy de C. C. Burr
- 1931 : Quartier chinois (Chinatown After Dark) de Stuart Paton : Le Fong
- 1931 : Morals for Women de Mort Blumenstock : M. Huston
- 1931 : La Blonde platine (Platinum Blonde), de Frank Capra : Conroy, l'éditeur
- 1931 : Torchy Passes the Buck de C. C. Burr
- 1931 : Mata Hari, de George Fitzmaurice : Warden
- 1932 : L'Honorable Monsieur Wong (The Hatchet Man), de William A. Wellman : Yu Chang
- 1932 : Torchy Turns the Trick de C. C. Burr
- 1932 : Cross-Examination, de Richard Thorpe : Dwight Simpson
- 1932 : The Reckoning (en), de Harry L. Fraser : Doc
- 1932 : Police Court (en) de Louis King : Juge Robert Webster
- 1932 : Love Bound (en) de Robert Hill : J.B. « Lucky » Morrison
- 1932 : Torchy's Night Cap de C. C. Burr
- 1932 : Young Bride (en) de William A. Seiter : Mr. C. B. Chadwick, the Broker
- 1932 : Torchy Raises the Auntie de C. C. Burr
- 1932 : Comme tu me veux (As You Desire Me) de George Fitzmaurice : Friar
- 1932 : Torchy's Two Toots de C. C. Burr
- 1932 : Alias Mary Smith de E. Mason Hopper : Mr. Hayes
- 1932 : The Hurricane Express de J. P. McGowan et Armand Schaefer : Frank Stratton, père de Gloria
- 1932 : Drifting Souls de Louis King
- 1932 : Two Lips and Juleps; or, Southern Love and Northern Exposure d'Edward Sloman
- 1932 : Torchy's Busy Day de C. C. Burr
- 1932 : Ombres vers le sud (Cabin in the cotton), de Michael Curtiz : Holmes Scott
- 1932 : The Golden West de David Howard : Sam Lynch
- 1932 : Torchy Rolls His Own de C. C. Burr
- 1932 : Madame Butterfly de Marion Gering : grand-père de Cho-Cho
- 1932 : The Match King de William Keighley et Howard Bretherton : Olaf Christofsen
- 1933 : Women Won't Tell, de Richard Thorpe : Avocat de la défense
- 1933 : On Your Guard de George Crone : Prison Warden
- 1933 : Billion Dollar Scandal de Harry Joe Brown : Haddock
- 1933 : Torchy's Kitty Coup de C. C. Burr
- 1933 : Torchy Turns Turtle de C. C. Burr
- 1933 : International House d'A. Edward Sutherland : Docteur Wong
- 1933 : Torchy's Loud Spooker de C. C. Burr
- 1933 : Fighting with Kit Carson, de Colbert Clark et Armand Schaefer : Matt Fargo [Chs. 1-7, 12]
- 1933 : Laughing at Life (en) de Ford Beebe : Cabinet Officer
- 1933 : A Man of Sentiment, de Richard Thorpe : M. Russell
- 1933 : Les femmes ont besoin d'amour (Ladies Must Love) d'Ewald André Dupont : Van Dyne
- 1933 : Une nuit seulement (Only Yesterday), de John M. Stahl
- 1933 : Female, de Michael Curtiz : Board Member
- 1933 : La Soupe au canard (Duck Soup), de Leo McCarey : Zander
- 1933 : Les as du reportage (Above the Clouds) de Roy William Neill : Crusty
- 1934 : Dancing Man d'Albert Ray : J.C. Trevor
- 1934 : Beloved, de Victor Schertzinger : Maj. Tarrant
- 1934 : Les Gars de la marine (Come on Marines), de Henry Hathaway : Gen. Cabot
- 1934 : City Park de Richard Thorpe
- 1934 : Return of the Terror (en) de Howard Bretherton : Éditeur
- 1934 : L'Île au trésor (Treasure Island), de Victor Fleming : Anderson (pirate of the Spanish Main)
- 1934 : Le Démon noir (en) (Law of the Wild) de B. Reeves Eason et Armand Schaefer : Dr R. A. Price [Chs. 6, 11-12]
- 1934 : Lost in the Stratosphere de Melville W. Brown : Col. Brooks
- 1934 : La Course de Broadway Bill (Broadway Bill), de Frank Capra : Juge président
- 1935 : The Marriage Bargain d'Albert Ray : Juge Stanhope

### Comme réalisateur
- 1915 : He Fell in a Cabaret (it)